# Lista de episódios de Os Smurfs
Esta é a lista de episódios de The Smurfs, uma série de televisão animada belga-americana exibida na NBC de 12 de setembro de 1981 a 2 de dezembro de 1989. Criado por Pierre "Peyo" Culliford e baseado em sua série de histórias em quadrinhos franco-belga de mesmo nome, foi composto por 256 episódios com 417 histórias, mas também por três episódios de cliffhanger e sete especiais. A série foi produzida pela Hanna-Barbera Productions com a SEPP International S.A. e Lafig S.A. (pela Hanna-Barbera nas temporadas de 1 a 7 e SEPP International S.A. e Lafig S.A. nas temporadas 8 a 9).

## Primeira temporada
| № na temporada | № na série | Título em francês                       | Título original                   | Data de exibição       |
| -------------- | ---------- | --------------------------------------- | --------------------------------- | ---------------------- |
| 1              | 1          | Le Cosmoschtroumpf                      | The Astrosmurf                    | 12 de setembro de 1981 |
| 2a             | 2          | Le farceur schtroumpfé                  | Jokey's Medicine                  | 12 de setembro de 1981 |
| 2b             | 3          | Le miroir schtroumpfant                 | Vanity Fare                       | 12 de setembro de 1981 |
| 3              | 4          | Le schtroumpf et le dragon              | St. Smurf and the Dragon          | 19 de setembro de 1981 |
| 4a             | 5          | Le mauvais génie                        | The Magical Meanie                | 19 de setembro de 1981 |
| 4b             | 6          | Le magicien schtroumpf                  | Sorceror Smurf                    | 26 de setembro de 1981 |
| 5              | 7          | La sorcière et les Schtroumpfs          | Bewitched, Bothered and Besmurfed | 26 de setembro de 1981 |
| 6a             | 8          | Le Schtroumpfissime                     | King Smurf                        | 26 de setembro de 1981 |
| 6b             | 9          | Le Cracoucass                           | The Smurfs And The Howlibird      | 26 de setembro de 1981 |
| 7              | 10         | La Soupe aux Schtroumpfs                | Soup A La Smurf                   | 3 de outubro de 1981   |
| 8a             | 11         | Tout ce qui brille n'est pas Schtroumpf | All That Glitters Isn't Smurf     | 3 de outubro de 1981   |
| 8b             | 12         | Un Schtroumpf pas comme les autres      | Dreamy's Nightmare                | 3 de outubro de 1981   |
| 9              | 13         | Roméo et Schtroumpfette                 | Romeo And Smurfette               | 10 de outubro de 1981  |
| 10a            | 14         | L'œuf magique                           | The Magic Egg                     | 10 de outubro de 1981  |
| 10b            | 15         | Schtroumpfonie en ut                    | Smurphony In 'C'                  | 10 de outubro de 1981  |
| 11             | 16         | Les schtroumpfs sur les planches        | Sideshow Smurf                    | 17 de outubro de 1981  |
| 12a            | 17         | Superschtroumpf                         | Supersmurf                        | 17 de outubro de 1981  |
| 12b            | 18         | Le paradis Schtroumpfé                  | Paradise Smurfed                  | 17 de outubro de 1981  |
| 13             | 19         | Le chevalier Schtroumpf                 | Sir Hefty                         | 24 de outubro de 1981  |
| 14a            | 20         | Le Bébé Schtroumpf                      | The Baby Smurf                    | 24 de outubro de 1981  |
| 14b            | 21         | Le Faux Schtroumpf                      | The Fake Smurf                    | 24 de outubro de 1981  |
| 15             | 22         | Le poète et le peintre                  | Painter And Poet                  | 31 de outubro de 1981  |
| 16a            | 23         | Le Schtroumpf hanté                     | Haunted Smurfs                    | 31 de outubro de 1981  |
| 16b            | 24         | La mouche Bzz                           | The Purple Smurf                  | 31 de outubro de 1981  |
| 17             | 25         | Le Schtroumpf de jouvence               | The Fountain Of Smurf             | 7 de novembro de 1981  |
| 18a            | 26         | L'agrandisschtroumpf                    | The Magnifying Mixture            | 7 de novembro de 1981  |
| 18b            | 27         | Le Schtroumpfeur de pluie               | Foul Weather Smurf                | 7 de novembro de 1981  |
| 19             | 28         | Le Centième Schtroumpf                  | The Hundredth Smurf               | 14 de novembro de 1981 |
| 20a            | 29         | L'abominable créature des neiges        | The Adominable Snowbeast          | 14 de novembro de 1981 |
| 20b            | 30         | Gargamel le généreux                    | Gargamel The Generous             | 14 de novembro de 1981 |
| 21             | 31         | La Schtroumpfette                       | The Smurfette                     | 21 de novembro de 1981 |
| 22a            | 32         | Les boules de cristal                   | Now You Smurf 'Em, Now You Don't  | 21 de novembro de 1981 |
| 22b            | 33         | La caverne des Schtroumpfs              | Spelunking Smurfs                 | 21 de novembro de 1981 |
| 23a            | 34         | L'Apprenti Schtroumpf                   | The Smurfs' Apprentice            | 28 de novembro de 1981 |
| 23b            | 35         | Les lunettes roses                      | Smurf-Colored Glasses             | 28 de novembro de 1981 |
| 24             | 36         | Le Schtroumpf mécanique                 | The Clockwork Smurf               | 28 de novembro de 1981 |
| 25a            | 37         | Les Schtroumpfs et les Bloubs           | Fuzzle Trouble                    | 5 de dezembro de 1981  |
| 25b            | 38         | Les chaussons enchantés                 | Smurfette's Dancing Shoes         | 5 de dezembro de 1981  |
| 26             | 39         | L'arbre à écus                          | The Smurfs And The Money Tree     | 5 de dezembro de 1981  |

## Segunda temporada
| № na temporada | № na série | Título em francês                                                             | Título original                          | Data de exibição       |
| -------------- | ---------- | ----------------------------------------------------------------------------- | ---------------------------------------- | ---------------------- |
| 1              | 41         | Le Schtroumpf qui ne sait pas dire non                                        | The Smurf Who Couldn't Say No            | 18 de setembro de 1982 |
| 2              | 42         | Robin des Schtroumpfs                                                         | The Adventures Of Robin Smurf            | 18 de setembro de 1982 |
| 3              | 43         | Le Pays maudit Johan et Pirlouit                                              | The Cursed Country                       | 18 de setembro de 1982 |
| 4a             | 44         | Les schtroumpfs glacés                                                        | -Shivering S-Smurfs                      | 25 de setembro de 1982 |
| 4b             | 45         | L'amie de la Schtroumpfette                                                   | Sister Smurf                             | 25 de setembro de 1982 |
| 5              | 46         | L'Ellebore Noir ou La pierre de Lune Johan et Pirlouit                        | The Black Hellebore                      | 25 de setembro de 1982 |
| 6              | 47         | La revanche des Schtroumpfs                                                   | Revenge of the Smurfs                    | 25 de setembro de 1982 |
| 7              | 48         | Les trois schtroumpfquetaires                                                 | The Three Smurfketeers                   | 2 de outubro de 1982   |
| 8a             | 49         | Les Schtroumpfs du paradis ou Les petits anges bleus ou Les anges de Gargamel | Heavenly Smurfs                          | 2 de outubro de 1982   |
| 8b             | 50         | Le Schtroumpf et l'extraterrestre                                             | It Came from Outer Smurf                 | 2 de outubro de 1982   |
| 9              | 51         | Les sortilèges de Maltrochu Johan et Pirlouit                                 | The Sorcery of Maltrochu                 | 2 de outubro de 1982   |
| 10a            | 52         | La petite souris                                                              | Squeaky                                  | 9 de outubro de 1982   |
| 10b            | 53         | La formule qui anéantit                                                       | The Kaplowey Scroll                      | 9 de outubro de 1982   |
| 11             | 54         | Le Lutin du Bois aux Roches Johan et Pirlouit                                 | The Goblin of Boulder Wood               | 9 de outubro de 1982   |
| 12a            | 55         | Le régime du Schtroumpf Gourmand                                              | Gormandizing Greedy                      | 9 de outubro de 1982   |
| 12b            | 56         | La machine qui schtroumpf à manger                                            | Waste Not, Smurf Not                     | 9 de outubro de 1982   |
| 13             | 57         | Les soldats de Johan Johan et Pirlouit                                        | Johan's Army                             | 16 de outubro de 1982  |
| 14             | 58         | La cité perdue de Yore ou La cité perdue                                      | The Lost City of Yore                    | 16 de outubro de 1982  |
| 15             | 59         | La fontaine magique ou La source des Dieux Johan et Pirlouit                  | The Magic Fountain                       | 16 de outubro de 1982  |
| 16             | 60         | Le roi imposteur Johan et Pirlouit                                            | The Imposter King                        | 23 de outubro de 1982  |
| 17a            | 61         | Pour sauver Gargamel                                                          | For the Love of Gargamel                 | 23 de outubro de 1982  |
| 17b            | 62         | Les Schtroumpfs dans le labyrinthe                                            | The A-Maze-Ing Smurfs                    | 23 de outubro de 1982  |
| 18             | 63         | Le château hanté Johan et Pirlouit                                            | The Haunted Castle                       | 23 de outubro de 1982  |
| 19             | 64         | Le schtroumpf navigateur                                                      | Smurfs at Sea                            | 30 de outubro de 1982  |
| 20             | 65         | Le schtroumpf reconnaissant                                                   | One Good Smurf Deserves Another          | 30 de outubro de 1982  |
| 21a            | 66         | Le schtroumpf docteur                                                         | The Blue Plague                          | 30 de outubro de 1982  |
| 21b            | 67         | Le propre du Schtroumpf                                                       | The Last Laugh                           | 30 de outubro de 1982  |
| 22             | 68         | Le Roi magicien ou Le magicien noir Johan et Pirlouit                         | The Raven Wizard                         | 6 de novembro de 1982  |
| 23             | 69         | L'anneau du Castellac Johan et Pirlouit                                       | The Ring of Castellac                    | 6 de novembro de 1982  |
| 24a            | 70         | Le ciel schtroumpfe sur la tête                                               | The Sky is Smurfing, The Sky is Smurfing | 6 de novembro de 1982  |
| 24b            | 71         | Le Schtroumpf suspect                                                         | Turncoat Smurf                           | 6 de novembro de 1982  |
| 25             | 72         | Le retour du Schtroumpf mécanique Johan et Pirlouit                           | The Return of the Clockwork Smurf        | 13 de novembro de 1982 |
| 26             | 73         | Le petit géant                                                                | The Littlest Giant                       | 13 de novembro de 1982 |
| 27a            | 74         | La bulle schtroumpfante                                                       | Bubble, Bubble, Smurfs in Trouble        | 13 de novembro de 1982 |
| 27b            | 75         | Le long sommeil                                                               | Smurf Van Winkle                         | 13 de novembro de 1982 |
| 28             | 76         | Le prince et Pirlouit Johan et Pirlouit                                       | The Prince and the Peewit                | 20 de novembro de 1982 |
| 29             | 77         | Le Bébé enchanté Johan et Pirlouit                                            | The Enchanted Baby                       | 20 de novembro de 1982 |
| 30             | 78         | La pierre de l'avenir                                                         | Clumsy Smurfs the Future                 | 20 de novembro de 1982 |
| 31a            | 79         | Les schtroumpfnambules                                                        | Sleepwalking Smurfs                      | 27 de novembro de 1982 |
| 31b            | 80         | Ni Schtroumpfs, ni couronnes                                                  | Smurf Me No Flowers                      | 27 de novembro de 1982 |
| 32             | 81         | Prisonniers du magicien                                                       | The Good, the Bad, and the Smurfy        | 27 de novembro de 1982 |
| 33             | 82         | Les schtroumpfeurs de truffes                                                 | A Mere Truffle                           | 27 de novembro de 1982 |
| 34a            | 83         | Rêves de Schtroumpfs                                                          | The Stuff Dreams are Smurfed of          | 4 de dezembro de 1982  |
| 34b            | 84         | La boîte mystérieuse                                                          | The Box of Dirty Tricks                  | 4 de dezembro de 1982  |
| 35             | 85         | Le mariage du Grand Schtroumpf                                                | Papa's Wedding Day                       | 4 de dezembro de 1982  |
| 36             | 86         | Les schtroumpfs et les elfes                                                  | All's Smurfy That Ends Smurfy            | 4 de dezembro de 1982  |

## Terceira temporada (1983-1984)
| № na temporada | № na série | Título em francês                                        | Título original                  | Data de exibição       |
| -------------- | ---------- | -------------------------------------------------------- | -------------------------------- | ---------------------- |
| 1a             | 89         | Le jour de la lune bleue                                 | Once in a Blue Moon              | 17 de setembro de 1983 |
| 1b             | 90         | Le sauvetage d'Azraël                                    | All Creatures Great and Smurf    | 17 de setembro de 1983 |
| 2a             | 91         | Les Schtroumpfs pompiers                                 | The Smurf Fire Brigade           | 17 de setembro de 1983 |
| 2b             | 92         | Gargamel vole                                            | The Winged Wizard                | 17 de setembro de 1983 |
| 3              | 93         | Le tableau merveilleux                                   | Every Picture Smurfs a Story     | 17 de setembro de 1983 |
| 4a             | 94         | Le premier coup de téléschtroumpf                        | The First Telesmurf              | 17 de setembro de 1983 |
| 4b             | 95         | Les Schtroumpfs en cerf-volant Johan et Pirlouit         | Handy's Kite                     | 24 de setembro de 1983 |
| 5              | 96         | Les boucles d'horreur                                    | The Magic Earrings               | 24 de setembro de 1983 |
| 6              | 97         | La dernière baie schtroumpfante                          | The Last Smurfberry              | 24 de setembro de 1983 |
| 7a             | 98         | Un peu de confiance en soi                               | A Little Smurf Confidence        | 1 de outubro de 1983   |
| 7b             | 99         | Le petit cœur de Hogatha                                 | Hogatha's Heart Throb            | 1 de outubro de 1983   |
| 8a             | 100        | Le Puant                                                 | Born Rotten                      | 1 de outubro de 1983   |
| 8b             | 101        | Une Larme de Schtroumpf                                  | The Tear of a Smurf              | 1 de outubro de 1983   |
| 9              | 102        | L'élixir miraculeux                                      | The Miracle Smurfer              | 1 de outubro de 1983   |
| 10             | 103        | Le Schtroumpf qui devient roi                            | The Smurf Who Would Be King      | 8 de outubro de 1983   |
| 11a            | 104        | Comment schtroumpfer un arc-en-ciel                      | How to Smurf a Rainbow           | 8 de outubro de 1983   |
| 11b            | 105        | Schtroumpfette d'un jour                                 | Smurfette For A Day              | 8 de outubro de 1983   |
| 12a            | 106        | Pirlouit rencontre GrossBouf Johan et Pirlouit           | Peewit Meets Bigmouth            | 8 de outubro de 1983   |
| 12b            | 107        | Les Schtroumpfs et les bûcherons                         | Lumbering Smurfs                 | 8 de outubro de 1983   |
| 13             | 108        | La fiancée du Schtroumpf Bricoleur                       | Handy's Sweetheart               | 15 de outubro de 1983  |
| 14a            | 109        | Les poèmes du Schtroumpf paysan                          | Speak for Yourself, Farmer Smurf | 15 de outubro de 1983  |
| 14b            | 110        | Une masure pour rien                                     | A Hovel is Not a Home            | 15 de outubro de 1983  |
| 15a            | 111        | La Fleur de l'oubli                                      | Forget Me Smurfs                 | 15 de outubro de 1983  |
| 15b            | 112        | Le gnome grincheux Johan et Pirlouit                     | The Grumpy Gremlin               | 15 de outubro de 1983  |
| 16a            | 113        | La malchance du schtroumpf maladroit                     | Clumsy Luck                      | 22 de outubro de 1983  |
| 16b            | 114        | Un peu de volonté                                        | Willpower Smurfs                 | 22 de outubro de 1983  |
| 17a            | 115        | Le Bébé Schtroumpf a disparu                             | Baby Smurf is Missing            | 22 de outubro de 1983  |
| 17b            | 116        | Le millénaire des druides                                | The Smurfs' Time Capsule         | 22 de outubro de 1983  |
| 18a            | 117        | Le Mariage de Gargamel                                   | Wedding Bells for Gargamel       | 29 de outubro de 1983  |
| 18b            | 118        | L'apprenti voleur                                        | To Smurf a Thief                 | 29 de outubro de 1983  |
| 19a            | 119        | Le gruau du Schtroumpf Gourmand                          | Greedy and the Porridge Pot      | 29 de outubro de 1983  |
| 19b            | 120        | Le contrat du Schtroumpf Musicien                        | Harmony Steals the Show          | 29 de outubro de 1983  |
| 20             | 121        | Le Trophée d'or des Schtroumpfs                          | The Golden Smurf Award           | 29 de outubro de 1983  |
| 21a            | 122        | Les larmes de Bébé ou Le bébé du Maure Johan et Pirlouit | The Moor's Baby                  | 5 de novembro de 1983  |
| 21b            | 123        | Le Schtroumpf Costaud a du cœur                          | Hefty's Heart                    | 5 de novembro de 1983  |
| 22a            | 124        | Le jour des embrassades                                  | A Hug for Grouchy                | 5 de novembro de 1983  |
| 22b            | 125        | Le hochet magique                                        | The Magic Rattle                 | 5 de novembro de 1983  |
| 23a            | 126        | Le carnaval d'automne                                    | All Hallows' Eve                 | 5 de novembro de 1983  |
| 23b            | 127        | La Mini-sorcière                                         | The Littlest Witch               | 5 de novembro de 1983  |
| 24a            | 128        | Schtroumpf d'avril                                       | April Smurf's Day                | 12 de novembro de 1983 |
| 24b            | 129        | Le bâton enchanté                                        | The Magic Stick                  | 12 de novembro de 1983 |
| 25a            | 130        | Le Noël de Bébé Schtroumpf ou Le Premier Noël de Bébé    | Baby's First Christmas           | 12 de novembro de 1983 |
| 25b            | 131        | Miroir magique sur le mur                                | Beauty is Only Smurf Deep        | 12 de novembro de 1983 |
| 26a            | 132        | Le Pirlouit garou Johan et Pirlouit                      | Wolf in Peewit's Clothing        | 12 de novembro de 1983 |
| 26b            | 133        | Une clochette pour Azraël                                | A Bell for Azrael                | 12 de novembro de 1983 |
| 27a            | 134        | Le Schtroumpf à mémoire                                  | The Chief Recordsmurf            | 19 de novembro de 1983 |
| 27b            | 135        | Langage des mains                                        | Smurfing in Sign Language        | 19 de novembro de 1983 |
| 28             | 136        | Bébé Schtroumpf et les sauterelles                       | A Chip Off the Old Smurf         | 19 de novembro de 1983 |
| 29             | 137        | Un cadeau pour le Grand Schtroumpf                       | A Gift for Papa's Day            | 19 de novembro de 1983 |
| 30a            | 138        | Le casse schtroumpf                                      | Good Neighbor Smurf              | 26 de novembro de 1983 |
| 30b            | 139        | La pierre des Schtroumpfs                                | The Smurfstone Quest             | 26 de novembro de 1983 |
| 31a            | 140        | Le bonnet maléfique                                      | Hats Off to Smurfs               | 26 de novembro de 1983 |
| 31b            | 141        | Le noble 10 cors                                         | The Noble Stag                   | 26 de novembro de 1983 |
| 32a            | 142        | Le village de luxe                                       | Smurfy Acres                     | 26 de novembro de 1983 |
| 32b            | 143        | Le sablier du temps                                      | No Time for Smurfs               | 26 de novembro de 1983 |

## Quarta temporada (1984-1985)
| № na temporada | № na série | Título em francês                                                  | Título original                           | Data de exibição       |
| -------------- | ---------- | ------------------------------------------------------------------ | ----------------------------------------- | ---------------------- |
| 1a             | 146        | Le signe de la sagesse                                             | Symbols Of Wisdom                         | 16 de setembro de 1984 |
| 1b             | 147        | Le retour du Petit Cheval Ailé                                     | Blue Eyes Returns                         | 16 de setembro de 1984 |
| 2a             | 148        | Le puits aux souhaits                                              | The Secret Of The Village Well            | 16 de setembro de 1984 |
| 2b             | 149        | La beauté d'une fleur                                              | Stop And Smurf The Roses                  | 16 de setembro de 1984 |
| 3a             | 150        | Les Schtroumpfs de pain d'épices                                   | Gingerbread Smurfs                        | 16 de setembro de 1984 |
| 3b             | 151        | L'ombre du Schtroumpf Farceur                                      | Jokey's Shadow                            | 16 de setembro de 1984 |
| 4a             | 152        | L'os zygomatique du Schtroumpf Farceur                             | Jokey's Funny Bone                        | 16 de setembro de 1984 |
| 4b             | 153        | L'horloge schtroumpfante                                           | Tick Tock Smurfs                          | 16 de setembro de 1984 |
| 5a             | 154        | Le maître des Schtroumpfs                                          | The Master Smurf                          | 23 de setembro de 1984 |
| 5b             | 155        | L'aiguille magique                                                 | Tailor's Magic Needle                     | 23 de setembro de 1984 |
| 6a             | 156        | Le voyageur                                                        | The Traveler                              | 23 de setembro de 1984 |
| 6b             | 157        | La petite bête du Bébé Schtroumpf                                  | A Pet For Baby Smurf                      | 23 de setembro de 1984 |
| 7              | 158        | Le sorcier qui rétrécit                                            | The Incredible Shrinking Wizard           | 30 de setembro de 1984 |
| 8a             | 159        | Les crêpes du Schtroumpf Gourmand                                  | Breakfast At Greedy's                     | 23 de setembro de 1984 |
| 8b             | 160        | Perdu dans le marais des ombres                                    | The Secret Of Shadow Swamp                | 23 de setembro de 1984 |
| 9a             | 161        | Le Schtroumpf de Troie                                             | The Trojan Smurf                          | 23 de setembro de 1984 |
| 9b             | 162        | Le Schtroumpf indélébile                                           | Smurf The Other Cheek                     | 23 de setembro de 1984 |
| 10a            | 163        | Le plus beau char des schtroumpfs                                  | A Float Full Of Smurfs                    | 7 de outubro de 1984   |
| 10b            | 164        | Les douceurs de la Schtroumpfette                                  | Smurfette's Sweet Tooth                   | 7 de outubro de 1984   |
| 11             | 165        | Le Schtroumpf bonheur                                              | Smurf On Wood                             | 7 de outubro de 1984   |
| 12a            | 166        | Le Schtroumpfateur schtroumpfomatique                              | The Smurfomatic Smurfolator               | 7 de outubro de 1984   |
| 12b            | 167        | Les Schtroumpfs pétrifiés                                          | Petrified Smurfs                          | 7 de outubro de 1984   |
| 13a            | 168        | Les verrues du Grand Schtroumpf                                    | Papa's Worry Warts                        | 14 de outubro de 1984  |
| 13b            | 169        | La Surprise-partie du Schtroumpf paresseux                         | Lazy's Slumber Party                      | 14 de outubro de 1984  |
| 14             | 170        | Les Elfes des Chatons de Saule                                     | The Pussywillow Pixies                    | 14 de outubro de 1984  |
| 15a            | 171        | Les Nouveaux nez                                                   | The Bignose Dilemma                       | 14 de outubro de 1984  |
| 15b            | 172        | La Course Schtroumpfomobile                                        | The Smurfbox Derby                        | 14 de outubro de 1984  |
| 16             | 173        | Un Cirque pour le Bébé Schtroumpf                                  | A Circus For Baby                         | 21 de outubro de 1984  |
| 17a            | 174        | Bébé Schtroumpf chez les Verruqueux                                | Babies In Wartland                        | 21 de outubro de 1984  |
| 17b            | 175        | La Schtroumpf glacée                                               | The Smurfwalk Cafe                        | 21 de outubro de 1984  |
| 18a            | 176        | L'ami le plus schtroumpf                                           | The Smurfiest Of Friends                  | 21 de outubro de 1984  |
| 18b            | 177        | Ne Schtroumpfez pas au lendemain                                   | Never Smurf Off 'Til Tomorrow             | 21 de outubro de 1984  |
| 19a            | 178        | Grossbouf le Schtroumpf                                            | Bigmouth Smurf                            | 28 de outubro de 1984  |
| 19b            | 179        | Le Bébé Schtroumpf volant                                          | Baby's Enchanted Didey                    | 28 de outubro de 1984  |
| 20a            | 180        | L’Homme de la lune                                                 | The Man In The Moon                       | 28 de outubro de 1984  |
| 20b            | 181        | Les Cheveux d'or de la Schtroumpfette                              | Smurfette's Golden Tresses                | 28 de outubro de 1984  |
| 21a            | 182        | Schtroumpfer toute la vérité (La Cinq) Schtroumpfer la vérité (M6) | The Whole Smurf And Nothing But The Smurf | 28 de outubro de 1984  |
| 21b            | 183        | Le Géant de Gargamel                                               | Gargamel's Giant                          | 28 de outubro de 1984  |
| 22a            | 184        | L'Ours rapiécé                                                     | The Patchwork Bear                        | 11 de novembro de 1984 |
| 22b            | 185        | Le Handicap du Schtroumpf Costaud                                  | Hefty And The Wheelsmurfer                | 11 de novembro de 1984 |
| 23a            | 186        | La Fièvre sautante                                                 | Hopping Cough Smurfs                      | 11 de novembro de 1984 |
| 23b            | 187        | Le Petit cheval ailé                                               | The Little Orange Horse                   | 11 de novembro de 1984 |
| 24a            | 188        | Les Schtroumpfs monstrueux                                         | Monster Smurfs                            | 11 de novembro de 1984 |
| 24b            | 189        | Les Fangeux chez les Schtroumpfs                                   | The Bad Place                             | 11 de novembro de 1984 |
| 25a            | 190        | Les Schtroumpfeurs de fantômes                                     | Smurfing For Ghosts                       | 18 de novembro de 1984 |
| 25b            | 191        | La Gargouille du château de Cherchenoise                           | The Gargoyle Of Quarrel Castle            | 18 de novembro de 1984 |
| 26a            | 192        | La schtroumpfiplication                                            | Smurfiplication                           | 18 de novembro de 1984 |
| 26b            | 193        | La Bonne aventure de Gargamel                                      | Gargamel's Miss-fortune                   | 18 de novembro de 1984 |

## Quinta temporada (1985-1986)
| № na temporada | № na série | Título em francês                                                      | Título original                         | Data de exibição       |  |
| -------------- | ---------- | ---------------------------------------------------------------------- | --------------------------------------- | ---------------------- |  |
| 1a             | 194        | La colle à Schtroumpf ou Les Schtroumpfs collants                      | Stuck on Smurfs                         | 21 de setembro de 1985 |  |
| 1b             | 195        | Les Schtroumpfs et Puppy                                               | Puppy                                   | 21 de setembro de 1985 |  |
| 2a             | 196        | Les Vacances du Grand Schtroumpf                                       | Papa's day off                          | 21 de setembro de 1985 |  |
| 2b             | 197        | Les Schtroumpfets ou Les P'tits Schtroumpfs                            | The Smurflings                          | 21 de setembro de 1985 |  |
| 3a             | 198        | Schtroumpfera bien qui schtroumpfera le dernier                        | He who smurfs last                      | 21 de setembro de 1985 |  |
| 3b             | 199        | Le Premier mot de Bébé Schtroumpf                                      | Baby's first word                       | 21 de setembro de 1985 |  |
| 4a             | 200        | Le Schtroumpfeur masqué ou Le Schtroumpf entarteur                     | Papa's day off                          | 28 de setembro de 1985 |  |
| 4b             | 201        | Sassette                                                               | Sassette                                | 28 de setembro de 1985 |  |
| 5a             | 202        | L'Ordonnance pour Puppy                                                | Papa's Puppy Prescription               | 28 de setembro de 1985 |  |
| 5b             | 203        | Les Œuvres du Schtroumpf Poète                                         | Poet's Writer's Block                   | 28 de setembro de 1985 |  |
| 6              | 204        | Un Kiloschtroumpf à pied                                               | Smurf a Mile in My Shoes                | 28 de setembro de 1985 |  |
| 7a             | 205        | Les Amis du Schtroumpf rêveur                                          | Dreamy's Pen Pals                       | 5 de outubro de 1985   |  |
| 7b             | 206        | Le lit volant du Grand Schtroumpf                                      | Papa's Flying Bed                       | 5 de outubro de 1985   |  |
| 8a             | 207        | Schtroumpferies dans la boue                                           | Mud Wrestling Smurfs                    | 5 de outubro de 1985   |  |
| 8b             | 208        | La Sorcière des sables                                                 | The Sand Witch                          | 5 de outubro de 1985   |  |
| 9              | 209        | Les Schtroumpfs et les Crapaudémons                                    | Kow-Tow, We Won't Bow                   | 5 de outubro de 1985   |  |
| 10a            | 210        | L'Ami de Grossbouf                                                     | Bigmouth's Friend                       | 12 de outubro de 1985  |  |
| 10b            | 211        | Qui a peur du grand méchant Schtroumpf ?                               | Wild and Wooly                          | 12 de outubro de 1985  |  |
| 11             | 212        | Le Monstre du Schtroumpfness                                           | The Dark-Ness Monster                   | 12 de outubro de 1985  |  |
| 12a            | 213        | Échec aux Schtroumpfs !                                                | The Grouchiest Game in Town             | 12 de outubro de 1985  |  |
| 12b            | 214        | La Reine Schtroumpfette                                                | Queen Smurfette                         | 12 de outubro de 1985  |  |
| 13             | 215        | Marco Schtroumpf et les Pirates du Poivre                              | Marco Smurf and the Pepper Pirates      | 19 de outubro de 1985  |  |
| 14a            | 216        | Grosse-bouffe reschtroumpfe à l'école                                  | Educating Bigmouth                      | 19 de outubro de 1985  |  |
| 14b            | 217        | Le Schtroumpf à lunettes aime les animaux                              | Brainy Smurf, Friend to All the Animals | 19 de outubro de 1985  |  |
| 15             | 218        | Une Comète nous est schtroumpfée                                       | The Comet Is Coming                     | 19 de outubro de 1985  |  |
| 16a            | 219        | Malheureux Anniverschtroumpf                                           | Happy Unhappiness Day to You            | 26 de outubro de 1985  |  |
| 16b            | 220        | La Grande récolte des Schtroumpfs                                      | The Great Slime Crop Failure            | 26 de outubro de 1985  |  |
| 17             | 221        | L'Album de famille du Grand Schtroumpf                                 | Papa's Family Album                     | 26 de outubro de 1985  |  |
| 18a            | 222        | Schtroumpfez-vous les uns les autres                                   | Love Those Smurfs                       | 26 de outubro de 1985  |  |
| 18b            | 223        | Mutinerie chez les Schtroumpfs                                         | Mutiny on the Smurf                     | 26 de outubro de 1985  |  |
| 19a            | 224        | Devine qui vient schtroumpfer cette nuit                               | Things That Go Smurf in the Night       | 2 de novembro de 1985  |  |
| 19b            | 225        | Panique chez les Schtroumpfs                                           | Alarming Smurfs                         | 2 de novembro de 1985  |  |
| 20a            | 226        | La Rose de la Schtroumpfette                                           | Smurfette's Rose                        | 2 de novembro de 1985  |  |
| 20b            | 227        | L'Élection du Schtroumpf d'Honneur                                     | The Mr.Smurf Contest                    | 2 de novembro de 1985  |  |
| 21a            | 228        | Silence chez les Schtroumpfs                                           | Unsound Smurfs                          | 2 de novembro de 1985  |  |
| 21b            | 229        | Avez-vous donné à schtroumpfer à votre chien ?                         | Have You Smurfed Your Pet Today?        | 2 de novembro de 1985  |  |
| 22a            | 230        | Gargamel veut schtroumpfer dans le temps                               | Gargamel's Time Trip                    | 9 de novembro de 1985  |  |
| 22b            | 231        | Tout le travail et pas de Schtroumpf ou Tout travail mérite Schtroumpf | All Work and No Smurf                   | 9 de novembro de 1985  |  |
| 23             | 232        | Ils schtroumpfent notre chanson                                        | They're Smurfing Our Song               | 9 de novembro de 1985  |  |
| 24             | 233        | La grande fête du Schtroumpf à Lunettes                                | Brainy's Smarty Party                   | 9 de novembro de 1985  |  |

## Sexta temporada (1986-1987)
| № na temporada | № na série | Título em francês                                                                      | Título original                    | Data de exibição       |  |
| -------------- | ---------- | -------------------------------------------------------------------------------------- | ---------------------------------- | ---------------------- |  |
| 1 - 2          | 234-235    | La Pierre de longue vie Partie 1 à 4                                                   | Smurfquest                         | 13 de setembro de 1985 |  |
| 3              | 236        | La Promotion de Gargamel                                                               | Gargamel's New Job                 | 13 de setembro de 1985 |  |
| 4              | 237        | Le Schtroumpf Grognon coule à pic                                                      | Grouchy Makes a Splash             | 20 de setembro de 1985 |  |
| 5a             | 238        | Un Schtroumpf à la mer                                                                 | No Smurf Is an Island              | 20 de setembro de 1985 |  |
| 5b             | 239        | Don Schtroumpfo                                                                        | Don Smurfo                         | 20 de setembro de 1985 |  |
| 6              | 240        | Le Prince et le batracien                                                              | The Prince and the Hopper          | 20 de setembro de 1985 |  |
| 7a             | 250        | Les Cadeaux de la Schtroumpfette                                                       | Smurfette's Gift                   | 27 de setembro de 1985 |  |
| 7b             | 251        | Une Surprise pour le Schtroumpf Farceur                                                | The Most Popular Smurf             | 27 de setembro de 1985 |  |
| 8              | 252        | Le Bain de boue du Schtroumpf Coquet                                                   | A Loss of Smurf                    | 27 de setembro de 1985 |  |
| 9a             | 253        | Le Dernier gobe-mouches                                                                | The Last Whippoorwill              | 27 de setembro de 1985 |  |
| 9b             | 254        | Les Schtroumpfs et les Couleurs                                                        | The Color Smurfy                   | 27 de setembro de 1985 |  |
| 10             | 255        | Le Cauchemar du Schtroumpf Paresseux                                                   | Lazy's Nightmare                   | 4 de outubro de 1985   |  |
| 11a            | 256        | Le Schtroumpf Timide entre en scène                                                    | All the Smurf's a Stage            | 4 de outubro de 1985   |  |
| 11b            | 257        | Schtroumpf qui roule...                                                                | Smurfs on Wheels                   | 4 de outubro de 1985   |  |
| 12             | 258        | Pirlouit le Viking                                                                     | The Littlest Viking                | 4 de outubro de 1985   |  |
| 13a            | 259        | Un Joujou pour Bébé Schtroumpf                                                         | Baby's New Toy                     | 11 de outubro de 1985  |  |
| 13b            | 260        | Les P'tits Schtroumpfs gardes d'enfants                                                | Bringing Up Bigfeet                | 11 de outubro de 1985  |  |
| 14             | 261        | Le Coasseur écarlate                                                                   | Scarlet Croaker                    | 11 de outubro de 1985  |  |
| 15a            | 262        | Le Schtroumpf touche-à-tout                                                            | Calling Doctor Smurf               | 11 de outubro de 1985  |  |
| 15b            | 263        | La Musique disparue                                                                    | Can't Smurf the Music              | 11 de outubro de 1985  |  |
| 16             | 264        | Le Vieux-Vieux Schtroumpf et le Tam-Tam                                                | The Royal Drum                     | 18 de outubro de 1985  |  |
| 17a            | 265        | Une vie de chien                                                                       | It's a Puppy's Life                | 18 de outubro de 1985  |  |
| 17b            | 266        | Le Schtroumpf ramoneur                                                                 | Sweepy Smurf                       | 18 de outubro de 1985  |  |
| 18             | 267        | Voyage au Schtroumpf de la terre                                                       | Journey to the Center of the Smurf | 18 de outubro de 1985  |  |
| 19a            | 268        | Le Schtroumpf le plus long                                                             | The Tallest Smurf                  | 25 de outubro de 1985  |  |
| 19b            | 269        | L’essence du Schtroumpf à Lunettes                                                     | Essence of Brainy                  | 25 de outubro de 1985  |  |
| 20a            | 270        | Docteur Maudit et Monsieur Charme                                                      | Dr. Evil & Mr. Nice                | 25 de outubro de 1985  |  |
| 20b            | 271        | Discorde chez les Schtroumpfs                                                          | The Root of Evil                   | 25 de outubro de 1985  |  |
| 21a            | 272        | Les rapporteurs Schtroumpfés                                                           | Tattle-Tail Smurfs                 | 25 de outubro de 1985  |  |
| 21b            | 273        | La Démission du Schtroumpf Gourmand                                                    | Greedy Goes on Strike              | 25 de outubro de 1985  |  |
| 22a            | 274        | Larmes de Schtroumpfs                                                                  | Crying Smurfs                      | 1 de novembro de 1985  |  |
| 22b            | 275        | L'Étoffe du temps                                                                      | Future Smurfed                     | 1 de novembro de 1985  |  |
| 23a            | 276        | Le Gargamel en Bois                                                                    | Gargamel's Dummy                   | 1 de novembro de 1985  |  |
| 23b            | 277        | Schtroumpfez la vérité, toute la vérité                                                | Smurf on the Run                   | 1 de novembro de 1985  |  |
| 24a            | 278        | L'oiseau Schtroumpfant                                                                 | A Myna Problem                     | 1 de novembro de 1985  |  |
| 24b            | 279        | La Schtroumpf d'abondance                                                              | The Horn of Plenty                 | 1 de novembro de 1985  |  |
| 25a            | 280        | La Forêt schtroumpfante                                                                | I Smurf to the Trees               | 8 de novembro de 1985  |  |
| 25b            | 281        | Le Nuage de Schtroumpf maladroit                                                       | Clumsy's Cloud                     | 8 de novembro de 1985  |  |
| 26a            | 282        | Sassette n'aime pas les livres                                                         | Bookworm Smurf                     | 8 de novembro de 1985  |  |
| 26b            | 283        | Le Génie du Schtroumpf paysan                                                          | Farmer's Genie                     | 8 de novembro de 1985  |  |
| 27a            | 284        | Un Schtroumpf de Génie                                                                 | Master Scruple                     | 8 de novembro de 1985  |  |
| 27b            | 285        | La Conquête de Scrupule                                                                | Scruple's Sweetheart               | 8 de novembro de 1985  |  |
| 28a            | 286        | Les P'tits Schtroumpfs aident Mère Nature ou Les P'tits Schtroumpfs aident Dame Nature | The World According to Smurflings  | 15 de novembro de 1985 |  |
| 28b            | 287        | La Plume schtroumpfante                                                                | The Enchanted Quill                | 15 de novembro de 1985 |  |
| 29a            | 288        | La Chasse au Schtroumpf ou La Casse aux Schtroumpfs (titre mal orthographié)           | The Most Unsmurfy Game             | 15 de novembro de 1985 |  |
| 29b            | 289        | Un Chien qui rapporte                                                                  | Put Upon Puppy                     | 15 de novembro de 1985 |  |
| 30a            | 290        | Le Cœur d'Or                                                                           | Heart of Gold                      | 15 de novembro de 1985 |  |
| 30b            | 291        | Le Village Schtroumpf en péril                                                         | 29 de novembro de 1985             | 15 de novembro de 1985 |  |
| 31a            | 292        | Le Galant Schtroumpf                                                                   | The Gallant Smurf                  | 22 de novembro de 1985 |  |
| 31b            | 293        | La Dent de Sassette                                                                    | Sassette's Tooth                   | 22 de novembro de 1985 |  |
| 32a            | 294        | Le Petit Schtroumpf Têtu                                                               | Snappy's Way                       | 22 de novembro de 1985 |  |
| 32b            | 295        | Les Schtroumpfs pompiers                                                               | Fire-Fighting Smurfs               | 22 de novembro de 1985 |  |
| 33a            | 296        | La Schtroumpfovision                                                                   | Handy's Window Vision              | 22 de novembro de 1985 |  |
| 33b            | 297        | Un Grand Schtroumpf de trop                                                            | Papa Smurf, Papa Smurf             | 22 de novembro de 1985 |  |
| 34a            | 298        | L'Habit ne fait pas le Schtroumpf                                                      | Jokey's Cloak                      | 29 de novembro de 1985 |  |
| 34b            | 299        | Le Dernier Tour de Magie                                                               | Papa's Last Spell                  | 29 de novembro de 1985 |  |
| 35a            | 300        | La Sphère qui envoûte                                                                  | Lure of the Orb                    | 29 de novembro de 1985 |  |
| 35b            | 301        | La Schtroumpfette et Pétalina                                                          | Smurfette's Flower                 | 29 de novembro de 1985 |  |
| 36a            | 302        | Les Schtroumpfs risque-tout                                                            | Reckless Smurfs                    | 29 de novembro de 1985 |  |
| 36b            | 303        | Le Grand Amour de Gargamel                                                             | Head Over Hogatha                  | 29 de novembro de 1985 |  |

## Sétima temporada (1987-1988)
| N° d'épisode | N° d'histoire | Titre français                             | Titre anglais                        | Diffusion américaine |
| ------------ | ------------- | ------------------------------------------ | ------------------------------------ | -------------------- |
| 1 - 2        | 304-305       | Le Schtroumpf Sauvage                      | Smurf on the Wild Side               |                      |
| 3a           | 306           | Les P'tits Schtroumpfs et l'esprit Follet  | The Smurflings' Unsmurfy Friend      |                      |
| 3b           | 307           | Le Chasseur de Schtroumpfs                 | The Smurfstalker                     |                      |
| 4a           | 308           | Les Esprits schtroumpfeurs                 | Poltersmurf                          |                      |
| 4b           | 309           | Le Jouet du Bébé Schtroumpf                | Baby's Marvelous Toy                 |                      |
| 5a           | 310           | Schtroumpfs sans sommeil                   | Sleepless Smurfs                     |                      |
| 5b           | 311           | Les Silhouettes schtroumpfées              | Cut-Up Smurfs                        |                      |
| 6            | 312           | Le Grand amour de Gargamel                 | Gargamel's Sweetheart                |                      |
| 7a           | 313           | Pour les beaux yeux de la Schtroumpfette   | Wild About Smurfette                 |                      |
| 7b           | 314           | La musique qui schtroumpfe                 | Sing a Song of Smurflings            |                      |
| 8a           | 315           | Un Schtroumpf qui vaut de l'or             | Smurfing for Gold                    |                      |
| 8b           | 316           | Le Livre du Schtroumpf Farceur             | Jokey's Joke Book                    |                      |
| 9a           | 317           | Le Roman du Schtroumpf Poète               | Poet's Storybook                     |                      |
| 9b           | 318           | Plus vite Gargamel !                       | The Fastest Wizard in the World      |                      |
| 10a          | 319           | Le Montreur d'ours                         | Dancing Bear                         |                      |
| 10b          | 320           | Les Dernières heures de Gargamel           | Gargamel's Last Will                 |                      |
| 11a          | 321           | Sassette et la petite sorcière             | Sassette's Bewitching Friendship     |                      |
| 11b          | 322           | Azraël est génial !                        | Azrael's Brain                       |                      |
| 12a          | 323           | Le Naufrage des Schtroumpfs                | Castaway Smurfs                      |                      |
| 12b          | 324           | La Légende des Schtroumpfs                 | Legendary Smurfs                     |                      |
| 13a          | 325           | La Quête de la licorne                     | Smurfing the Unicorns                |                      |
| 13b          | 326           | L'Admirateur du Schtroumpf Coquet          | Vanity's Closest Friend              |                      |
| 14           | 327           | Le Chambellan malhonnête                   | Peewit's Unscrupulous Adventure      |                      |
| 15           | 328           | Le Schtroumpf sans nom                     | Nobody Smurf                         |                      |
| 16a          | 329           | Scrupule et le grimoire magique            | Scruple and the Great Book of Spells |                      |
| 16b          | 330           | Un Schtroumpf à rebondissement             | Bouncing Smurf                       |                      |
| 17a          | 331           | La Schtroumpfette Mécanique                | Clockwork Smurfette                  |                      |
| 17b          | 332           | Le Schtroumpf-garou                        | I Was a Brainy Weresmurf             |                      |
| 18a          | 333           | Le Schtroumpf à Lunettes sait tout         | The Answer Smurf                     |                      |
| 18b          | 334           | Le Schtroumpf Sauvage et le Coquet         | Vanity's Wild Adventure              |                      |
| 19a          | 335           | La Schtroumpfette gitane                   | Soothsayer Smurfette                 |                      |
| 19b          | 336           | Le Chant du Schtroumpf                     | Crooner Smurf                        |                      |
| 20a          | 337           | Tous les Grands Schtroumpfs                | Papa for a Day                       |                      |
| 20b          | 338           | Le Schtroumpf indécis                      | Flighty's Plight                     |                      |
| 21a          | 339           | Des Schtroumpfs à la pièce                 | To Coin a Smurf                      |                      |
| 21b          | 340           | La Mauvaise Schtroumpfette                 | Smurfette Unmade                     |                      |
| 22a          | 341           | L'Oiseau de mauvais augure                 | Foul Feather Friend                  |                      |
| 22b          | 342           | La Ruche de Sassette                       | Sassette's Hive                      |                      |
| 23a          | 343           | P'tit Schtroumpf deviendra grand           | Little Big Smurf                     |                      |
| 23b          | 344           | Le Petit train des Schtroumpfs             | Locomotive Smurfs                    |                      |
| 24a          | 345           | Les Plus courtes sont les plus schtroumpfs | A Long Tale for Grandpa              |                      |
| 24b          | 346           | Les Écureuils en danger                    | Where the Wild Smurfs Are            |                      |
| 25a          | 347           | Le Sac magique de M. Noël                  | The Magic Sack of Mr. Nicholas       |                      |
| 25b          | 348           | Le Puits aux échanges                      | Swapping Smurfs                      |                      |
| 26a          | 349           | Les Régates des Schtroumpfs                | Predictable Smurfs                   |                      |
| 26b          | 350           | Le Rival du Schtroumpf Costaud             | Hefty's Rival                        |                      |
| 27a          | 351           | La Marionnette schtroumpfée                | Snappy's Puppet                      |                      |
| 27b          | 352           | Le Schtroumpf prince                       | Prince Smurf                         |                      |
| 28           | 353           | Le retour de Don Schtroumpfo               | Return to Don Smurfo                 |                      |
| 29a          | 354           | Les Schtroumpfs dans la tour               | Skyscraper Smurfs                    |                      |
| 29b          | 355           | L’Infortune des Schtroumpfs                | Bad Luck Smurfs                      |                      |
| 30a          | 356           | Les P'tits Schtroumpfs du Temps            | Smurfing Out of Time                 |                      |
| 30b          | 357           | Un Nouveau jeu schtroumpfant               | A Hole in Smurf                      |                      |
| 31a          | 358           | La Petite bête des P'tits Schtroumpfs      | Smurf Pet                            |                      |
| 31b          | 359           | Le Schtroumpf Bûcheron                     | Timber Smurf                         |                      |
| 32a          | 360           | L'Amulette du toujours-bien                | The Smurf Who Could Do No Wrong      |                      |
| 32b          | 361           | L'Étoile de la Schtroumpfette              | Smurfette's Lucky Star               |                      |
| 33a          | 362           | Le Tribunal des Schtroumpfs                | The Smurfy Verdict                   |                      |
| 33b          | 363           | L'Amour perdu de Chlorhydris               | Chlorhydris's Lost Love              |                      |
| 34a          | 364           | Ne bougeons plus                           | Stop & Go Smurfs                     |                      |
| 34b          | 365           | L’Amulette du Schtroumpf Poète             | Poet the Know-It-All                 |                      |
| 35           | 366           | Le Schtroumpf reporter                     | All the News That's Fit To Smurf     |                      |
| 36a          | 367           | Le Grand voyage de Gargamel                | Gargamel's Quest                     |                      |
| 36b          | 368           | La Seconde jeunesse de Gargamel            | Gargamel's Second Childhood          |                      |

## Oitava temporada (1988)
| № na temporada | № na série | Título em francês                                         | Título original              | Data de exibição |
| -------------- | ---------- | --------------------------------------------------------- | ---------------------------- | ---------------- |
| 1              | 369        | Le Manoir des maléfices                                   | The Lost Smurf               |                  |
| 2              | 370        | Les Archives maléfiques                                   | Archives of Evi              |                  |
| 3a             | 371        | La Petite fête de Grossbouf                               | Bigmouth's Roommate          |                  |
| 3b             | 372        | Comment garder Bébé Schtroumpf ? ou Comment garder Bébé ? | Bungling Babysitters         |                  |
| 4a             | 373        | Les Étincelles du Schtroumpf Mécanique                    | Clockwork's Powerplay        |                  |
| 4b             | 374        | Schtroumpf maladroit en tête                              | Clumsy in Command            |                  |
| 5              | 375        | Dans le Livre de Don Schtroumpfo                          | Don Smurfo's UninvitedGuests |                  |
| 6a             | 376        | La Petite poupée d'Agnès                                  | Denisa's Greedy Doll         |                  |
| 6b             | 377        | La Fête d'Agnès ou L'invitation à Sassette                | Denisa's Slumber Party       |                  |
| 7a             | 378        | Nemesis                                                   | Grandpa's Nemesis            |                  |
| 7b             | 379        | La Canne du Vieux-vieux Schtroumpf                        | Grandpa's Walking Stick      |                  |
| 8              | 380        | La Maison de Mémé Schtroumpf                              | A House for Nanny            |                  |
| 9a             | 381        | Le Schtroumpf Bricoleur n'a pas de chance                 | It's a Smurfy Life           |                  |
| 9b             | 382        | Le Pays des objets perdus                                 | Land of Lost and Found       |                  |
| 10             | 383        | Sa Majesté Schtroumpf à lunettes                          | Long Live Brainy             |                  |
| 11             | 384        | Le Manoir des miroirs                                     | A Maze of Mirrors            |                  |
| 12a            | 385        | La Pastèque qui parle                                     | Memory Melon                 |                  |
| 12b            | 386        | Les Bons conseils de Mémé Schtroumpf                      | Nanny's Way                  |                  |
| 13a            | 387        | Un Chiot bien dressé ou Un Puppy bien dressé              | Pappy's Puppy                |                  |
| 13b            | 388        | Le Petit oiseau va schtroumpfer !                         | Shutterbug Smurfs            |                  |
| 14a            | 389        | L'Oiseau bleu du bonheur                                  | Smoogle Sings the Blues      |                  |
| 14b            | 390        | Un Schtroumpf pour Agnès                                  | A Smurf for Denisa           |                  |
| 15             | 391        | Edischtroumpf spéciale ou Édition spéciale                | Smurf the Presses            |                  |
| 16             | 392        | Les Histoires du Vieux-vieux Schtroumpf                   | Stealing Grandpa'sThunder    |                  |

## Nona temporada (1989)
| № na temporada | № na série | Título em francês                                          | Título original                | Data de exibição |
| -------------- | ---------- | ---------------------------------------------------------- | ------------------------------ | ---------------- |
| 1              | 393        | Le Grand voyage des Schtroumpfs                            | Smurfs That Time Forgot        |                  |
| 2a             | 394        | Dans le monde perdu                                        | Lost in the Ages               |                  |
| 2b             | 395        | Schtroumpfez les oiseaux                                   | Cave Smurfs                    |                  |
| 3a             | 396        | La Reine du Nil                                            | Hogapatra's Beauty Sleep       |                  |
| 3b             | 397        | Les Schtroumpfs du Pharaon                                 | Mummy Dearest                  |                  |
| 4              | 398        | Les Schtroumpfs en Irlande                                 | Shamrock Smurfs                |                  |
| 5a             | 399        | Les Schtroumpfs au Japon                                   | Karate Clumsy                  |                  |
| 5b             | 400        | Les Schtroumpfs du Pacifique                               | Like It or Smurf It            |                  |
| 6              | 401        | Le Sommeil du Grand Schtroumpf                             | Papa's Big Snooze              |                  |
| 7a             | 402        | Le Poisson Schtroumpf                                      | A Fish Called Snappy           |                  |
| 7b             | 403        | Les Schtroumpfs sur l'Olympe                               | The Smurf Odyssey              |                  |
| 8              | 404        | Les Schtroumpfs de Troie                                   | Trojan Smurfs                  |                  |
| 9a             | 405        | Le Biscuit chinois du Schtroumpf Gourmand                  | Fortune Cookie                 |                  |
| 9b             | 406        | Schtroumpfez l'Empire Céleste                              | Imperial Panda-Monium          |                  |
| 10             | 407        | La Schtroumpfette en Mésopotamie                           | Smurfette's Green Thumb        |                  |
| 11             | 408        | Le Monstre du Loch Schtroumpf                              | Hefty Sees a Serpent           |                  |
| 12a            | 409        | Les Schtroumpfs en Écosse                                  | Phantom Bagpiper               |                  |
| 12b            | 410        | La Samba du Schtroumpf Coquet                              | Jungle Jitterbug               |                  |
| 13a            | 411        | Les Schtroumpfs en Mésopotamie ou Les schtroumpfs à Bagdad | The Clumsy Genie               |                  |
| 13b            | 412        | Les Schtroumpfs dans la Forêt Noire                        | Scary Smurfs                   |                  |
| 14             | 413        | Les voleurs en tapis volant                                | Sky High Surprise              |                  |
| 15             | 414        | Les Schtroumpfs mènent à Gnome                             | Gnoman Holiday                 |                  |
| 16a            | 415        | La Pizza romana du Schtroumpf Gourmand                     | Greedy's Masterpizza           |                  |
| 16b            | 416        | La Statue romaine grognonne                                | The Monumental Grouch          |                  |
| 17             | 417        | Les Schtroumpfs en Inde                                    | Curried Smurfs                 |                  |
| 18a            | 418        | Les Schtroumpfs chez les Kangourous                        | G'Day Smoogle                  |                  |
| 18b            | 419        | Les Schtroumpfs au Mexique                                 | Grandpa's Fountain of Youth    |                  |
| 19a            | 420        | La Guerre de l'île espagnole                               | Big Shot Smurfs                |                  |
| 19b            | 421        | Les Schtroumpfs en Antarctique                             | No Reflection on Vanity        |                  |
| 20a            | 422        | Le Grand Schtroumpf perd patience                          | Papa Loses His Patience        |                  |
| 20b            | 423        | Les Schtroumpfs pirates                                    | Swashbuckling Smurfs           |                  |
| 21a            | 424        | Le Schtroumpf Peintre en Russie                            | Painter's Egg-CellentAdventure |                  |
| 21b            | 425        | Une tête de Schtroumpf                                     | Small Minded Smurfs            |                  |
| 22a            | 426        | La Guenon et le Schtroumpf                                 | Bananas Over Hefty             |                  |
| 22b            | 427        | Les Schtroumpfs de la Table ronde                          | The Smurfs of the RoundTable   |                  |
| 23a            | 428        | Coucou, Schtroumpf Sauvage !                               | Wild Goes Cuckoo               |                  |
| 23b            | 429        | Le Conteur africain                                        | Brainy's Beastly Boo-Boo       |                  |
| 24a            | 430        | Le Rhinocéros en or                                        | The Golden Rhino               |                  |
| 24b            | 431        | Le Cupidon hollandais                                      | Hearts 'n' Smurfs              |                  |

## Episódios especiais
| N° | Título em francês                                                                                      | Título original                | Data de exibição        |
| -- | --- | ------------------------------ | ----------------------- |
| 1  | Pâques chez les Schtroumpfs (La Cinq) ou Les Schtroumpfs du printemps (La Cinq, titre alternatif)      | The Smurfs' Springtime Special | 8 abril 1982            |
| 2  | Le miraculeux Noël des Schtroumpfs                                                                     | The Smurfs' Christmas Special  | 12 de dezembro de 1982  |
| 3  | La Saint-Valenschtroumpf (La Cinq) ou Les Schtroumpfs de la Saint-Valentin (La Cinq, titre alternatif) | My Smurfy Valentine            | 13 de fevereiro de 1983 |
| 4  | Les jeux schtroumpfiques                                                                               | The Smurfic Games              | 20 de maio de 1984      |
| 5  | Et ils furent très schtroumpfs                                                                         | Smurfily Ever After            | 13 de fevereiro de 1985 |
| 6  | Le Noël du Schtroumpf Sauvage                                                                          | 'This the Season to Be Smurfy  | 13 de dezembro de 1987  |